# Saint-Julien-le-Châtel
 Saint-Julien-le-Châtel  là một xã thuộc tỉnh Creuse trong vùng Nouvelle-Aquitaine miền trung nước Pháp. Xã này nằm ở khu vực có độ cao trung bình 420 mét trên mực nước biển.
Sông Tardes tạo thành ranh giới phía đông.
Sông Voueize chảy theo hướng bắc qua phía tây thị trấn.